# 女流棋聖戦
ドコモ杯女流棋聖戦（ドコモはい じょりゅうきせいせん）は、囲碁の女流棋士による棋戦。1997年に創設。囲碁・将棋チャンネルで放映される。本戦の収録は原則竜星スタジオ（日本棋院会館内）、挑戦手合三番勝負は、毎年1月に第1局を神奈川県平塚市のホテルサンライフガーデンで対局し、第2局・第3局を竜星スタジオで行われ、その模様は11月から翌年3月まで日曜夜に放送される。挑戦手合の勝者は女流棋聖のタイトル称号を得る。読売新聞主催の棋聖戦とは無関係。

## 方式
- 予選は自由参加。本戦は、前年挑戦手合敗者とタイトルホルダーのシードと、予選を勝抜き者の計16名によるトーナメント戦。第1期は決勝三番勝負、第2期以降は前年優勝者とトーナメント優勝者による挑戦手合三番勝負。
- コミは、1-6期は5目半、7期以降6目半。
- 持時間は1手30秒、1分単位で10分の考慮時間。いわばNHK杯形式。
- 5連覇で名誉女流棋聖の資格を得る。

## 歴代優勝者と挑戦手合
○●は勝者から見た勝敗、失冠*
| 期 | 開催年 | 優勝       | 勝敗 | 準優勝      |
| -- | ------ | ---------- | ---- | ----------- |
| 1  | 1998年 | 小林泉美   | ○○   | 小林千寿    |
| 期 | 開催年 | 女流棋聖   | 勝敗 | 準優勝      |
| 2  | 1999年 | 小林泉美   | ○●○  | 杉内寿子    |
| 3  | 2000年 | 知念かおり | ○○   | 小林泉美*   |
| 4  | 2001年 | 知念かおり | ○●○  | 加藤啓子    |
| 5  | 2002年 | 知念かおり | ○●○  | 小川誠子    |
| 6  | 2003年 | 知念かおり | ●○○  | 加藤啓子    |
| 7  | 2004年 | 万波佳奈   | ○●○  | 知念かおり* |
| 8  | 2005年 | 知念かおり | ○○   | 万波佳奈*   |
| 9  | 2006年 | 万波佳奈   | ○●○  | 知念かおり* |
| 10 | 2007年 | 梅沢由香里 | ○●○  | 万波佳奈*   |
| 11 | 2008年 | 梅沢由香里 | ○○   | 向井千瑛    |
| 12 | 2009年 | 梅沢由香里 | ○●○  | 加藤啓子    |
| 13 | 2010年 | 謝依旻     | ○○   | 梅沢由香里* |
| 14 | 2011年 | 謝依旻     | ○○   | 梅沢由香里  |
| 15 | 2012年 | 青木喜久代 | ●○○  | 謝依旻*     |
| 16 | 2013年 | 謝依旻     | ○○   | 青木喜久代* |
| 17 | 2014年 | 謝依旻     | ○○   | 青木喜久代  |
| 18 | 2015年 | 謝依旻     | ○○   | 小西和子    |
| 19 | 2016年 | 謝依旻     | ○○   | 吉原由香里  |
| 20 | 2017年 | 謝依旻     | ○●○  | 牛栄子      |
| 21 | 2018年 | 上野愛咲美 | ○○   | 謝依旻*     |
| 22 | 2019年 | 上野愛咲美 | ○○   | 藤沢里菜    |
| 23 | 2020年 | 鈴木歩     | ○●○  | 上野愛咲美* |
| 24 | 2021年 | 上野愛咲美 | ●○○  | 鈴木歩*     |
| 25 | 2022年 | 上野愛咲美 | ○○   | 鈴木歩      |
| 26 | 2023年 | 仲邑菫     | ●○○  | 上野愛咲美* |
| 27 | 2024年 | 上野梨紗   | ●○○  | 仲邑菫*     |
| 28 | 2025   | 上野梨紗   | ○○   | 向井千瑛    |

## 記録
- 最多優勝 謝依旻 7回
- 最多連覇 謝依旻 5連覇（名誉女流棋聖）
- 最年少優勝 仲邑菫 13歳11か月（第26期女流棋聖戦）
- 最年少挑戦 仲邑菫 13歳10か月（第26期女流棋聖戦）
- 最年少本戦勝利 仲邑菫 11歳7か月（第24期女流棋聖戦）
- 最年少本戦入り 仲邑菫 10歳5か月（第23期女流棋聖戦）
- 最年少対局 仲邑菫・上野梨紗 合計25歳10ヶ月（第24期女流棋聖戦）